# Élection du président du Parti travailliste écossais en 2008
L'élection du président du Parti travailliste écossais en 2008 a eu lieu en 2008 pour élire le nouveau président et président adjoint du Parti travailliste écossais à la suite de la démission Wendy Alexander et de la présidente adjoint Cathy Jamieson, qui est alors candidate et ne peut donc plus assurer ses fonctions. Iain Gray est élu président du parti et Johann Lamont, vice-présidente.

## Présidence

### Candidats
| Nom | Nom            | Mandat(s) |
| --- | -------------- | --- |
|     | Iain Gray      | Député pour East Lothian (depuis 2007) |
|     | Cathy Jamieson | Député pour Carrick, Cumnock and Doon Valley (depuis 1999) Vice-présidente du parti (2000-2008) Chef de l'opposition par intérim (2008) Ministre de la Justice (2003-2007) |
|     | Andy Kerr      | Député pour East Kilbride (depuis 1999) Ministre de la Santé et des Services sociaux (2004-2007)                                                                           |

### Résultats

#### 1ertour
|  | Iain Gray      | 17,89 % | 15,06 % | 13,05 % | 46,00 % |
|  | Cathy Jamieson | 8,94 %  | 10,27 % | 14,09 % | 33,30 % |
|  | Andy Kerr      | 6,50 %  | 8,00 %  | 6,19 %  | 20,69 % |

#### 2dtour
|  | Iain Gray      | 22,52 % | 19,10 % | 16,17 % | 57,79%  |
|  | Cathy Jamieson | 10,81 % | 14,23 % | 17,17 % | 42,21 % |

## Vice-Présidence

### Candidats
| Nom | Nom           | Mandat(s)                                    |
| --- | ------------- | -------------------------------------------- |
|     | Johann Lamont | Député pour Glasgow Pollok (depuis 1999)     |
|     | Bill Butler   | Député pour Glasgow Anniesland (depuis 2000) |

### Résultats
|  | Johann Lamont | 24,68 % | 18,31 % | 17,19 % | 60,18 % |
|  | Bill Butler   | 8,66 %  | 15,02 % | 16,14 % | 39,82 % |